# 书院街道 (孝感市)
书院街道是中华人民共和国湖北省孝感市孝南区下辖的一个街道办事处。原属环城区，1986年设立。位于城区中心偏南，东起槐荫大道两端，面积8平方公里，人口3万左右。街道内有孟家楼公路横贯东西。辖书院、西湖桥、北池，北外、向阳5个居委会和光明、汪窑、季庙、后湖、城西5个村委会。境内经济主要靠商业支撑。境内有市区重点院校和高中、初中共5所，以及孝感商场和商品市场。

## 行政区划
书院街道下辖以下村级行政区划单位：
书院社区、北外社区、北池社区、西湖桥社区、向阳社区、城西社区、后湖社区、汪窑社区、光明村和季庙村。